# Gle Bakrheum
Gle Bakrheum är ett berg i Indonesien.   Det ligger i provinsen Aceh, i den västra delen av landet, 1 800 km nordväst om huvudstaden Jakarta. Toppen på Gle Bakrheum är 364 meter över havet, eller 53 meter över den omgivande terrängen. Bredden vid basen är 0,56 km.
Terrängen runt Gle Bakrheum är kuperad.Runt Gle Bakrheum är det ganska tätbefolkat, med 96 invånare per kvadratkilometer. I omgivningarna runt Gle Bakrheum växer i huvudsak städsegrön lövskog.